# Nöttjärnen (Ramsele socken, Ångermanland)
Nöttjärnen är en sjö i Sollefteå kommun i Ångermanland och ingår i Ångermanälvens huvudavrinningsområde. Sjön har en area på 0,124 kvadratkilometer och ligger 257 meter över havet. Sjön avvattnas av vattendraget Kvarnån.

## Delavrinningsområde
Nöttjärnen ingår i det delavrinningsområde (704234-152830) som SMHI kallar för Inloppet i Valasjön. Medelhöjden är 312 meter över havet och ytan är 26,04 kvadratkilometer. Det finns inga avrinningsområden uppströms utan avrinningsområdet är högsta punkten. Kvarnån som avvattnar avrinningsområdet har biflödesordning 3, vilket innebär att vattnet flödar genom totalt 3 vattendrag innan det når havet efter 117 kilometer. Avrinningsområdet består mestadels av skog (93 procent). Avrinningsområdet har 0,13 kvadratkilometer vattenytor vilket ger det en sjöprocent på 0,5 procent.